# Rio de Janeiro Grand Slam
Il Rio de Janeiro Grand Slam è un torneo internazionale di judo tenutosi a Rio de Janeiro, capitale del Brasile.
Il torneo è parte del circuito IJF World Tour, ad oggi si sono svolte 4 edizioni.

## Edizioni
Di seguito la tabella delle ultime edizioni del meeting.
| Edizione | Anno | Data         | Circuito            | Dettagli                       | Rif.  |
| -------- | ---- | ------------ | ------------------- | ------------------------------ | ----- |
| 1°       | 2009 | 4-5 luglio   | IJF World Tour 2009 | Rio de Janeiro Grand Slam 2009 | [ 1 ] |
| 2°       | 2010 | 22-23 maggio | IJF World Tour 2010 | Rio de Janeiro Grand Slam 2010 | [ 2 ] |
| 3°       | 2011 | 18-19 giugno | IJF World Tour 2011 | Rio de Janeiro Grand Slam 2011 | [ 3 ] |
| 4°       | 2012 | 9-10 giugno  | IJF World Tour 2012 | Rio de Janeiro Grand Slam 2012 | [ 4 ] |